# Adur (rijeka u Engleskoj)
Adur (/eɪˈdʊər/ ili /eɪˈdə/) je rijeka u Engleskoj. Teče kroz Sussex. Po rijeci se zove okrug Adur u Zapadnom Sussexu. Duga je 32 km. zbog naslagivanja dno se izdignulo pa je luka preseljena nizvodno gdje je bila rijeka dublja, blizu Shorehama na Moru (Shoreham-by-Sea).

## Ime
Stara imena rijeke su: Beeding River, Bramber Water, Sore. Ime Adur novijeg je postanka, vjerojatno 1612. godine. Nastalo je prema imenu rimske utvrde Portus Adurni za koju se pogrešno mislilo da je u Shorehamu. Rijeka se prije zvala Bramber, a zabilježena je u 16. stoljeću i pod imenom Sore, vjerojatno retroformiranjem  Williama Harrisona u njegovom djelu Opisi Engleske (Description of England) iz 1577., iz "Shoreham". Sorham je bio česti oblik u starijim vrelima.

## Tok
Adur počinje kao dvije odvojene rijeke, Zapadni Adur i Istočni Adur koji se susreću 2 km zapadno od Henfielda. Zapadni Adur raste kod Slinfolda otkamo tče oko Coolhama i onda kroz Shipley, gdje se u nj ulijeva Lancing Brook i teče ka West Grinsteada i Knepp Castleu.  Zapadni Adur je pliman ka sjeveru sve do Bineskog mosta kod Bines Greena, južno od West Grinsteada.

## Vanjske poveznice
- Adur District Council - The River Adur (eng.)
- Guide to Adur River and District  Arhivirana inačica izvorne stranice od 26. rujna 2017. (Wayback Machine) (eng.)
- Environment Agency flood warnings about river Adur (eng.)
- River Adur Guide (eng.)
- Adur Valley Nature Notes (including Shoreham-by-Sea) (eng.)
- River Adur Conservation Society (eng.)